# Venasque
Venasque je francouzská obec v departementu Vaucluse v regionu Provence-Alpes-Côte d'Azur. Obec byla zařazena mezi Nejkrásnější vesnice Francie.

## Geografie
Opevněná provensálská vesnice se rozkládá na strmé skále na údolím, kterým protéká říčka Nesque. Venasque leží asi 11 km jihovýchodně od města Carpentras a 30 km východně od Avignonu.

## Historie

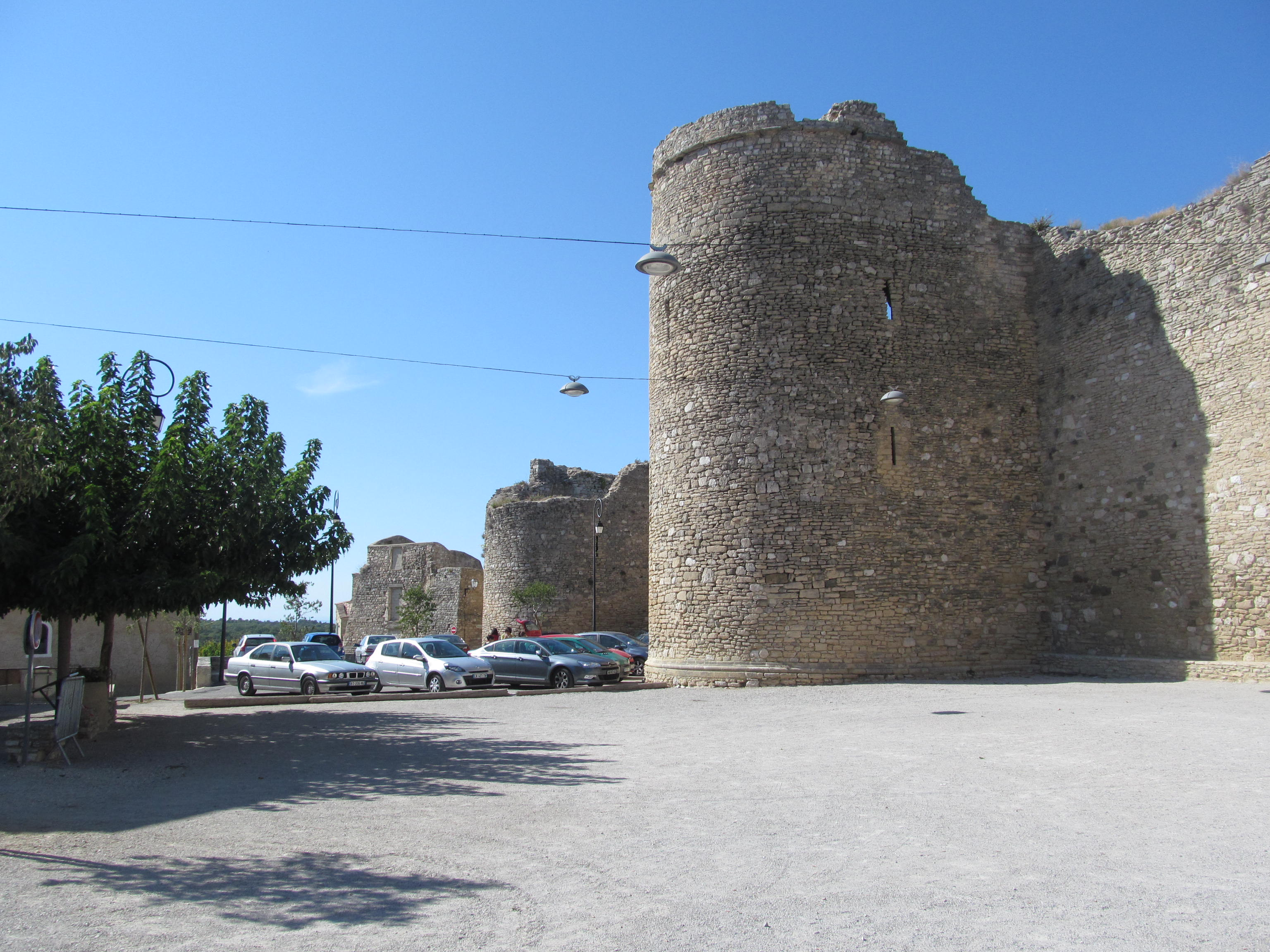
Městské hradby

Venasque bylo sídlem biskupa a centrem hrabství. Původně patřilo i s oblastí Vaucluse k panství hrabat z Toulouse, které během albigenské křížové výpravy připadlo královské koruně. Král Filip III. postoupil roku 1274 hrabství Venasque papeži Řehoři X., které poté patřilo Svatému stolci až do roku 1791, kdy během Velké francouzské revoluce přešlo Francii. Během hugenotských válek bylo město v letech 1562 a 1564 obléháno protestanty, ale nedobyto. V pozdějších letech jeho význam upadl. V roce 1727 mělo město přes 1700 obyvatel, ale v roce 1946 již jen 371. Ve druhé polovině 20. století se nicméně počet obyvatel opět zvýšil.

## Kostel

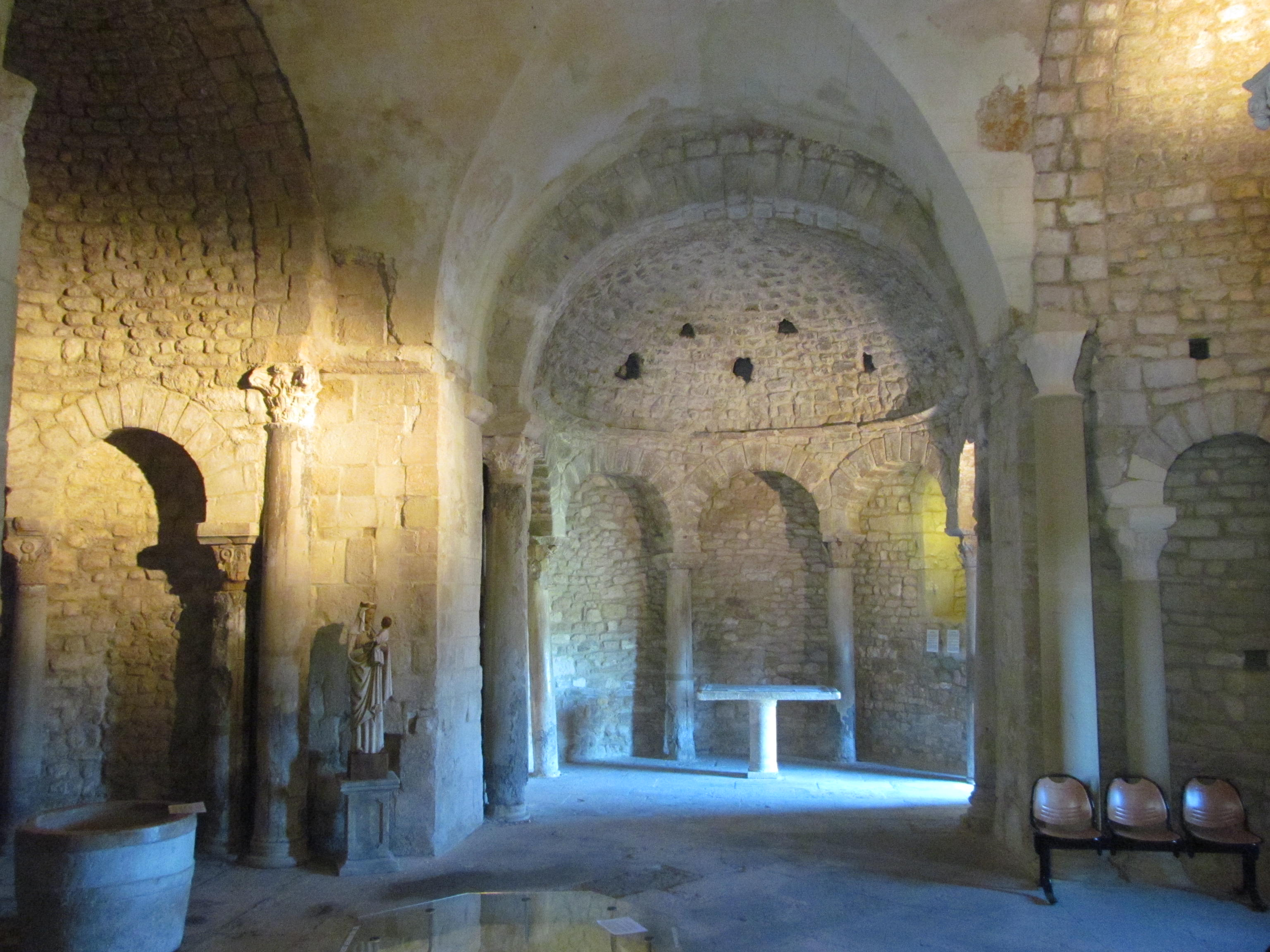
Interiér baptisteria

Nejvýznamnější zdejší pamětihodností je kostel Panny Marie, který je chráněn jako historická památka. Součástí kostela je baptisterium. S vysokou pravděpodobností nesloužila stavba původně jako baptisterium, jak se dlouho věřilo, ale jako pohřební kaple. Osmiboký půdorys vznikl až v pozdější době, když se změnilo její využití.